# Branko Tsrvènkovski
Branko Tsrvènkovski (en macedoni: Бранко Црвенковски) (Sarajevo (Bòsnia i Hercegovina), 12 d'octubre de 1962) és el cap de la Unió Social Democràtica de Macedònia, principal partit de l'oposició a la Macedònia del Nord. Fou Primer Ministre en dos períodes, de 1992 a 1998 i de 2002 a 2004, i tot seguit President de la República de 2004 a 2009.